# Mario Genta
Mario Genta (Torino, 1912. március 1. – Genova, 1993. január 9.) világbajnok olasz labdarúgó, fedezet, edző.

## Pályafutása

### Klubcsapatban
1932-ben mutatkozott be a Juventus első csapatában, ahol két idényt töltött el. Tagja volt az 1932–33-as szezon bajnokcsapatának. Az 1934–35-ös idényben a Pavia játékosa volt. 1935 és 1946 között pályafutása jelentős részét a Genoa csapatánál töltötte el, ahol tagja volt az 1937-es olasz kupa győztes csapatnak. 1946 és 1950 között a Prato, 1950–51 között az Entella együtteseiben szerepelt, de mind két helyen már edzőként is dolgozott.

### A válogatottban
1938 és 1939 között két alkalommal szerepelt az olasz válogatottban. Tagja volt az 1938-as világbajnok csapatnak, de mérkőzésen nem szerepelt.

### Edzőként
1946–47-ben a Prato csapatánál játékosedző. 1954 és 1974 között tíz csapatnál dolgozott vezetőedzőként. Három alkalommal volt az Entella edzője (1959–60, 1967–69, 1973–74) összesen négy idényen át. Az utolsó edzői klubja is ez volt. Ezenkívül egy vagy két idényt töltött még el a Siena, a Frosinone, a Parma, a Modena, a Sestri Levanta, a Massese, a Carrarese, a Torres és a Grosseto csapatainál.

## Sikerei, díjai
Olaszország
- Világbajnokság
  - aranyérmes: 1938, Franciaország

 Juventus
- Olasz bajnokság (Serie A)
  - bajnok: 1932–33

 Genoa
- Olasz kupa (Coppa Italia)
  - győztes: 1937